# Ременниково (Грязовецкий район)
Ременниково — деревня в Грязовецком районе Вологодской области.
Входит в состав Юровского муниципального образования, с точки зрения административно-территориального деления — в Минькинский сельсовет.
Расстояние до районного центра Грязовца по автодороге — 44 км, до центра муниципального образования Юрово по прямой — 16 км. Ближайшие населённые пункты — Пичкарево, Семейкино, Овинища.
По переписи 2002 года население — 8 человек.